# MARPAT

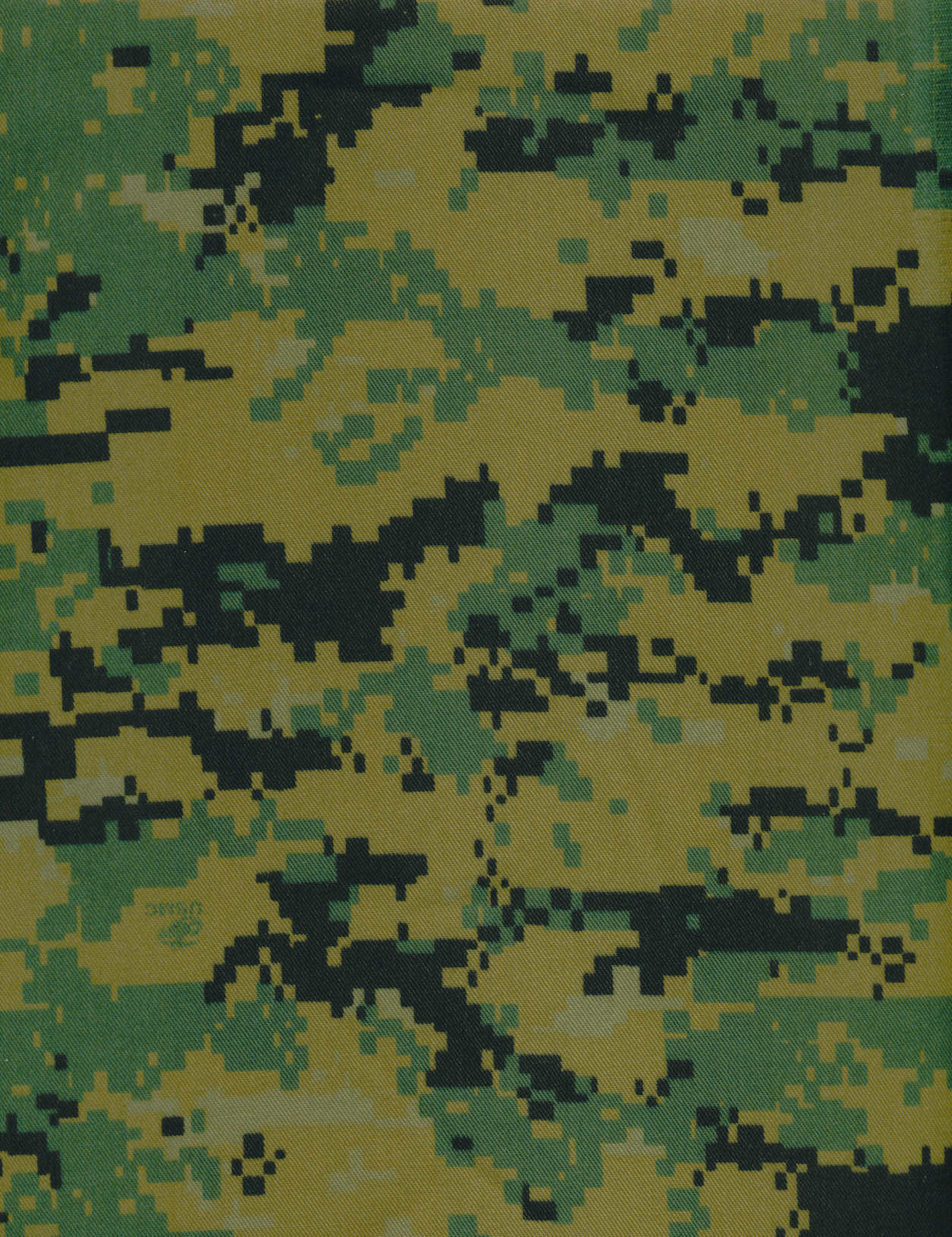
O MARPAT.

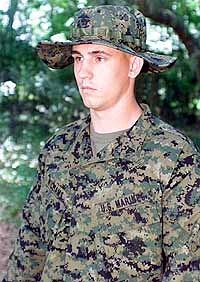
Um soldado american ocom seu uniforme MARPAT.

MARPAT abreviatura MARine PATtern (padrão dos fuzileiros) é um padrão de camuflagem digital em uso com os fuzileiros, introduzidas com o Uniforme Utilitário de Combate do Corpo de Fuzileiros Navais (MCCUU), substituindo o  Uniforme de Combate. O padrão é formado por um pequeno número de pixeis retangulares de cor. Na teoria é uma camuflagem um pouco mais efetiva que os padrões dos uniformes comuns porque imita texturas manchadas e limites brutos encontrados em definições naturais. Isso ocorre por causa da forma em que o olho humano interage com com imagens pixeladas. Também é conhecido como o "padrão digital" ou "digi-cammies" por causa de seu micro-padrão (pixels) em vez do velho macropattern (gotas grandes).